# 동탄초등학교 신리분교
동탄초등학교 신리분교는 경기도 화성시 동탄면 신리 317에 있었던 초등학교이다.

## 연혁
- 1961. 3. 17 동탄초등학교 신리분교 인가
- 1969. 3. 1 3학급 편성
- 1973. 10. 20 정규교사 2층 1교사 신축
- 1974. 3. 1 5학급 편성
- 1980. 10. 5 2층 1개 교사 증축
- 2002. 7. 15 컨테이너 교실 (다목적실) 설치
- 2009. 3. 1 제19대 이건찬 교장선생님 부임
- 2011. 3. 1 3학급(복식2, 단식1) 편성
- 2012. 3. 1 임시휴교
- 2013. 2. 28 동탄초등학교로 통폐합(폐교)